# Arachania (Rocha)
Pour l’article homonyme, voir Arachania (Cerro Largo).
Arachania est une station balnéaire d'Uruguay située dans le département de Rocha. Elle fait partie de la municipalité de La Paloma.

## Situation
La localité se situe au sud du département de Rocha, sur les côtes de l'Océan Atlantique au niveau du kilomètre 225 de la route 10. Elle est bordée au sud-ouest par la station balnéaire de Antoniópolis, et au nord-est par celle de Diamante de la Pedrera.

## Population
| Année | Population |
| ----- | ---------- |
| 1975  | 39         |
| 1985  | 68         |
| 1996  | 203        |
| 2004  | 335        |
| 2011  | 377        |

,

## Source
- (es) Cet article est partiellement ou en totalité issu de l’article de Wikipédia en espagnol intitulé « Arachania (Rocha) » (voir la liste des auteurs).